# Фабиньи, Йожеф
Йожеф Фабиньи (венг. Fabinyi József; 31 марта 1887, Клаузенбург — 9 апреля 1949, Будапешт, Венгрия) — венгерский пловец. Участник летних Олимпийских игр 1908 года.

## Биография
Йожеф Фабиньи родился 31 марта 1887 года в австро-венгерском городе Клаузенбург (сейчас Клуж-Напока в Румынии).
Выступал в соревнованиях по плаванию за МАФК из Будапешта. В 1907 году стал чемпионом и рекордсменом Венгрии в плавании на 200 ярдов на спине.
В 1908 году вошёл в состав сборной Венгрии на летних Олимпийских играх в Лондоне. На дистанции 200 метров брассом выиграл четвертьфинал с результатом 3 минуты 23,4 секунды, в полуфинале занял последнее, 4-е место.
В 1910 году получил специальность инженера-химика. С 1912 года работал в Озде на заводе «Римамураньи».
Участвовал в Первой мировой войне, был капитаном артиллерии.
В 1919—1948 годах был директором Оздского металлургического комбината, после чего вышел на пенсию. Был автором ряда патентов и статей. В этот период также сотрудничал с несколькими местными спортивными ассоциациями.
Умер 9 апреля 1949 года в венгерском городе Будапешт. Был похоронен на кладбище Фаркашрети в Будапеште. Впоследствии родственники перенесли его прах в Озд и захоронили рядом с женой.

## Личный рекорд
- 200 метров брассом — 2.45,4 (1907)[1]